# Schoeniparus brunneus
Alcippe brunnea е вид птица от семейство Pellorneidae. Видът е незастрашен от изчезване.

## Разпространение
Разпространен е в Китай и Тайван.